# UltraStar
UltraStar és un clon lliure per a PC del popular joc de Play Station SingStar, creat per Corvus5 en les seves estones lliures. Pretén crear un programa a manera de karaoke on hom pugui afegir les cançons fàcilment creant arxius on es puguin incloure imatges i vídeos. El programa utilitza el llenguatge Delphi, i el seu creador rebutja rebre ajuda d'altres desenvolupadors i és per això que s'ha creat projectes paral·lels com UltraStar Deluxe o UltraStar-NG.